# Maria Tesselschade Visscher

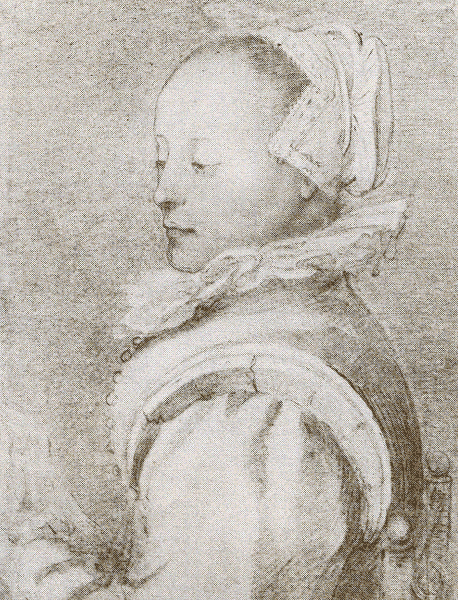
Maria Tesselschade Roemers Visscher, incisione di Hendrick Goltzius

Maria Tesselschade Roemers Visscher, chiamata anche  Maria Tesselschade Roemersdochter Visscher o Tesselschade (Amsterdam, 25 marzo 1594 – 20 giugno 1649), è stata una poetessa olandese, autrice anche di incisioni.

## Biografia
Maria Tesselschade era la figlia minore di Roemer Visscher e la sorella di Anna Visscher. Fu chiamata Tesselschade ("danno a Tessel") perché il giorno della sua nascita il padre perse una nave vicino all'isola di Texel.
Le sorelle Tesselschade e Anna erano le sole donne a far parte del Muiderkring, il gruppo di intellettuali olandesi del secolo d'oro che si incontravano nel castello di Muiden. Spesso è rappresentata come la musa del gruppo ed era molto ammirata da membri del circolo come Hooft, Huygens, Barlaeus, Bredero, Heinsius, Vondel e Jacob Cats.
Nelle loro lettere, essi la descrivevano come bella, dotata di talento musicale, abile traduttrice e commentatrice di testi in latino, greco e italiano Lodavano anche la sua abilità nel canto, nella pittura, scultura, incisione sul vetro e tessitura.
Il Rijksmuseum di Amsterdam conserva un esemplare delle sue incisioni, una coppa che reca inciso il motto Sic Soleo Amicos ("Così tratto gli amici").
Nel 1623 sposò un ufficiale di marina, Allard Crombalch. Dopo la morte del marito, Huygens e Barlaeus chiesero la sua mano ma lei rifiutò.